# Antonio Agri

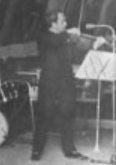
Antonio Agri im Quintett von Astor Piazzolla (1970)

Antonio Agri (* 5. Mai 1932 in Rosario/Santa Fe; † 17. Oktober 1998 in Buenos Aires) war ein argentinischer Geiger, der als klassischer und Tangomusiker aktiv war.

## Leben und Wirken
Agri war in seiner Heimatstadt Schüler von Dermidio Guastavino. Mit fünfzehn Jahren debütierte er als professioneller Musiker in einem Tangoquartett, später wurde er Mitglied der Orchester von Julián Chera, Lincoln Garrot und José Sala, des Quartetts Los poetas del Tango (mit Antonio Ríos, José Puerta und Omar Murtagh) und des Quintetts Arcos Torres-Agri. 
Durch Nito Farace wurde Agri mit Astor Piazzolla bekannt, der ihn 1962 in sein Quinteto Nuevo Tango und 1963 in das Nuevo Octeto aufnahm. 1968 spielte er die Solovioline in Piazzollas Oper María de Buenos Aires. Daneben spielte er in den Orchestern von Osvaldo Fresedo, Horacio Salgán, Mariano Mores, Alberto Caracciolo und Roberto Pansera. Nach fast 15 Jahren der Zusammenarbeit mit Piazzolla gründete er 1976 ein eigenes Streicherensemble.
In den 1990er Jahren spielte er Aufnahmen als Gast des Royal Philharmonic Orchestra ein, begleitete Yo-Yo Ma auf einer Konzertreise durch die USA und trat in Paris mit dem Flamenco-Gitarristen Paco de Lucía auf. Er gründete ein eigenes Quartett mit Sitz in Paris, das er mit Juan José Mosalini leitete und mit dem er Duos mit seinem Sohn Pablo Agri spielte. Außerdem war er Mitbegründer des Nuevo Quinteto Real mit Horacio Salgán, Ubaldo De Lío, Leopoldo Federico (später Néstor Marconi) und Omar Murtagh (später Oscar Giunta). Wenige Monate vor seinem Tod nahm er die CD Antonio Agri-Tango Sinfónico auf. Zu seinen Kompositionen zählen Titel wie Retrato de Alfredo Gobbi, Ciudad triste, Los mareados, Éxtasis, Romance del diablo, Milonga del ángel,
Otoño porteño und SP de nada.
Antonio Agri erlag 66-jährig einem Krebsleiden.
Sein 1968 geborener Sohn Pablo Agri ist ebenfalls ein renommierter Tango- und Klassikgeiger.